# Tenacious D: Медиатор судьбы
Медиатор судьбы (англ. Tenacious D: The Pick of Destiny) — американский комедийный мюзикл о рокерах с элементами фантастики. Фильм вышел в прокат в США 22 ноября 2006 года.

## Сюжет
Музыкальная комедия о рок-дуэте Tenacious D (точнее, об их вымышленной версии). Участники: Джейблз (Джей-Би или Джек Блэк) и Кейдж (Кей-Джи или Кайл Гэсс).
История начинается много лет назад, в городе Кикапу, штат Миссури. Юный Джей-би рос в очень религиозной семье. Будучи подростком, он увлёкся рок-музыкой, что вызывало большое недовольство со стороны родителей. За сорванный похабной песней семейный ужин отец выпорол Джейблза, порвал почти все его рок-постеры и запретил это хобби. Тогда парень обратился с молитвой к последнему плакату с рок-кумиром Ронни Джеймс Дио (вокалист Black Sabbath), и тот ответил ему песней, велев оставить родительский дом и отправиться искать славы в Голливуд. В ту же ночь он сбежал и несколько лет странствовал, попадая в не те Голливуды (в Америке 24 города с таким названием).
Когда он наконец добирается до правильного Голливуда, то встречает у пляжа Кайла Гэсса (или Кей-Джи) — стритующего упитанного гитариста с длинной шевелюрой, который производит на него большое впечатление. Поначалу Кей-Джи относится к Джей-Би высокомерно и, не смотря на удачно исполненную дуэтом песню, отказывает ему в создании группы и уходит. Ночью на Джея нападают четыре хулигана в белых костюмах. Кейдж, видя это, жалеет его и приглашает в свою съемную квартиру. Первое время Кейдж представляется известным музыкантом с большими связями в мире рок-музыки. Обнадёженный Джейблз остаётся у него в надежде, что Кейдж научит его искусству рока. Кейдж — не совсем обманщик и дает ряд более-менее ценных уроков. Но позже оказывается, что он безработный неудачник, его волосы — просто парик, а аренду квартиры ему оплачивает мама. Зато на последние деньги он купил другу подарок — роскошную гитару.
Друзья решают выступить и победить в конкурсе в одном из местных заведений, чтобы выиграть денежный приз. Первое выступление оказывается более-менее удачным, но хозяин заведения советует придумать песню получше, если они хотят выиграть конкурс. Дома они устраивают себе мозговой штурм, однако новые песни не идут. Тогда, глядя на рок-журналы, друзья замечают, что участники групп AC/DC, Van Halen, The Who пользовались одним и тем же таинственным гитарным медиатором. Желая купить такой же, парни отправляются в музыкальный магазин, где одержимый конспирологической идеей продавец рассказывает им о великой тайне этой особой вещицы — Медиаторе Судьбы, который обладал магическими свойствами. По легенде, один маг в Средневековье вызвал Сатану, но сам не был рад содеянному, его спас кузнец, выбивший Дьяволу зуб, что ослабило его и позволило магу заточить его заклятьем. В благодарность маг сделал из зуба Сатаны медиатор, дарующий музыкальный талант любому играющему им, чтобы кузнец смог покорить сердце возлюбленной. Несколько веков спустя медиатор появился в Америке и использовался различными рок-музыкантами, хотя они, похоже, не осознавали его значимость.
Тогда друзья отправляются в Сакраменто, в Музей истории рок-н-ролла, чтобы добыть таинственный артефакт. В загородной кафешке одноногий сумасшедший дает им план музея и советы по хищению ценности. Он и сам однажды чуть не завладел артефактом, но попытка кражи закончилась тем, что железная дверь оторвала ему ногу. Джейблз полон решимости идти на ограбление, но Кейдж так не кстати познакомился с отвязными девочками, зовущими его на вечеринку. Выбирая, что важней, друзья ссорятся. Джейблз идет один, но по дороге объедается грибов и переживает галлюцинаторный бред, в котором гуляет со снежным человеком по мультипликационной стране. А Кейджа просят сыграть на вечеринке песню, но в одиночку у него ничего не выходит, и его с позором выгоняют. В итоге они встречаются на территории музея и совершают ограбление, выглядящее пародией на фильм «Миссия невыполнима». Их план срабатывает в основном из-за поразительной некомпетентности охранников.
Побегав от полиции, друзья возвращаются в бар как раз к конкурсу, но в дверях заведения ссорятся из-за того, кто будет играть медиатором, и в итоге ломают его. Хозяин бара вновь соединяет две части, и они становятся его недостающим зубом, а сам он — Сатаной. Понимая, что наделали, друзья вызывают его на музыкальную битву, в которой Дьявол не имеет права отказать из-за кодекса демонов. Обе стороны исполняют впечатляющие арии с хулиганскими текстами, но Сатана не хочет судить по чести и стреляет в друзей зарядом энергии, однако Джейблз отражает его гитарой назад, и на этот раз Дьявол теряет рог, а группа накладывает на него новое заклятье, отправляя его обратно в ад.
Герои остались без медиатора, но зато у них есть рог, который они используют для раскуривания веществ, и это дает им желанный музыкальный талант.

## В ролях
| Актёр            | Роль                                |
| ---------------- | ----------------------------------- |
| Джек Блэк        | в роли самого себя                  |
| Кайл Гэсс        | в роли самого себя                  |
| Джейсон Рид      | Ли (единственный фанат Tenacious D) |
| Ронни Джеймс Дио | в роли самого себя                  |
| Дэйв Грол        | Сатана                              |
| Бен Стиллер      | продавец в музыкальном магазине     |
| Мит Лоуф         | отец Джека                          |
| Фред Армисен     | охранник                            |
| Кирк Уорд        | полицейский                         |
| Эми Полер        | официантка                          |
| Тим Роббинс      | Незнакомец                          |
| Колин Хэнкс      | пьяница                             |
| Нед Беллами      | охранник                            |